# Papaxtla, Guerrero
Papaxtla är en ort i Mexiko.   Den ligger i kommunen Chilapa de Álvarez och delstaten Guerrero, i den sydöstra delen av landet, 200 km söder om huvudstaden Mexico City. Papaxtla ligger 2 039 meter över havet och antalet invånare är 282.
Terrängen runt Papaxtla är huvudsakligen kuperad, men åt nordost är den bergig. Papaxtla ligger uppe på en höjd. Runt Papaxtla är det ganska glesbefolkat, med 42 invånare per kvadratkilometer. Närmaste större samhälle är Chilapa de Alvarez, 11,5 km väster om Papaxtla. I omgivningarna runt Papaxtla växer huvudsakligen savannskog.